# Till I Come Back to You
Till I Come Back to You és una pel·lícula muda dirigida per Cecil B. DeMille i protagonitzada per Bryant Washburn i Florence Vidor. Basada en un guió de Jeanie MacPherson, la pel·lícula, una flagrant peça de propaganda bèl·lica, es va estrenar l'1 de setembre de 1918.

## Argument
Yvonne von Krutz, una belga, viu amb el seu marit alemany Karl, amb qui es va veure obligada a casar-se, i el seu germà petit Jacques en una masia al camp belga. A l'inici de la Primera Guerra Mundial, el rei Albert s'atura a la casa durant la seva retirada on troba el petit Jacques jugant a ser soldat. El rei li diu que sigui valent i que esperi "fins que jo retorni". Amb la invasió alemanya de Bèlgica, Karl s'uneix a les forces alemanyes, i Jacques és portat a un orfenat per ser educat com a alemany i on treballarà fabricant municions.
Quan Karl és fet presoner, el capità Strong, un enginyer nord-americà, assumeix la identitat de l'alemany i es presenta a la granja dels von Krutz amb una carta falsificada del marit. Allà descobreix un subministrament subterrani d'explosius prop de la granja. També descobreix que ella no és alemanya i Strong li descobreix la seva verdadera identitat. Mitjançant un túnel, els nord-americans planegen fer explotar els explosius. Per salvar Jacques i un grup de nens de la fàbrica de municions, però, Jefferson els envia a través del túnel fins a les línies americanes, però es s’equivoquen de túnel per lo que Strong es veu obligat a desactivar la mina. Jefferson es veu sotmès a una cort marcial, però el rei Albert de Bèlgica, que s'ha fet amic del petit Jacques, intercedeix en el seu nom. En assabentar-se que Karl ha estat assassinat, Jefferson segueix el seu romanç amb Yvonne.

## Repartiment
- Bryant Washburn (capità Jefferson Strong)
- Florence Vidor (Yvonne)
- Gustav von Seyffertitz (Karl Von Drutz)
- Winter Hall (rei Albert)
- George E. Stone (Jacques)
- Julia Faye (Susette)
- Lillian Leighton (Margot)
- Clarence Geldart (coronel dels EUA)
- Mae Giraci (Rosa)
- C. Renfeld (pare de Rosa)
- William Irving (Stroheim)
- Frank Butterworth (Hans)
- Monte Blue (soldat americà)
- Wallace Beery
- Tully Marshall